# Eagle (Lied)
Eagle ist ein Song der Popgruppe ABBA aus dem Jahr 1977. Er wurde von Benny Andersson und Björn Ulvaeus geschrieben. Mit einer Spieldauer von fünf Minuten und 51 Sekunden ist das Stück der längste aller ABBA-Songs. Die Lead Vocals werden von Agnetha Fältskog und Anni-Frid Lyngstad gesungen. Der Text handelt von der Freiheit eines Adlers.
Das Lied wurde im Mai 1978 mit der B-Seite Thank You for the Music als dritte und letzte Single aus dem Album ABBA – The Album ausgekoppelt. Für diese Veröffentlichung wurde die Spieldauer auf etwa vier Minuten gekürzt. Im Radio wird bis heute vorwiegend diese Version gespielt.

## Entstehung
Die grundlegenden Instrumentalspuren für Eagle waren schon im Juni 1977 fertig. Im Oktober wurden letzte Overdubs hinzugefügt. In Eagle hört man Fältskog und Lyngstad gemeinsam singen, was zu jener Zeit schon eher selten wurde. Arbeitstitel waren zunächst High High bzw. The Eagle. Den endgültigen Text und Titel lieferte Ulvaeus, als er den Roman Die Möwe Jonathan gelesen hatte und dadurch inspiriert wurde.

„Ich wollte das Gefühl von Freiheit und Euphorie einfangen, das ich beim Lesen dieses Buches empfunden habe“

In Taiwan wurde die Single bereits 1977 veröffentlicht, allerdings mit der B-Seite One Man, One Woman. Am 17. und 18. April 1978 wurde neben den Musikvideos zu Thank You for the Music und One Man, One Woman auch eines zu Eagle gedreht.

## Chartplatzierungen
Eagle konnte nicht mit dem Erfolg der Vorgänger-Single Take a Chance on Me mithalten. In den Ländern, in denen sie veröffentlicht wurde, schnitt sie nur mit mäßigem Erfolg ab. Das einzige europäische Land, in dem die Single die Spitzenposition der Charts erreichte, war Belgien. In Südafrika (Platz 2) und Simbabwe (Platz 5) war sie ebenfalls erfolgreich. In den Vereinigten Staaten und Großbritannien wurde Eagle überhaupt nicht als Single veröffentlicht, ebenso wenig wie in Norwegen und Schweden.

## Coverversion
1993 veröffentlichte die deutsche Hard-Rock-Band Sargant Fury eine Coverversion des Liedes auf ihrem Album Little Fish. Eine weitere Hard-Rock-Version stammt von Rob Rock auf dem Album Rage of Creation aus dem Jahr 2000. Diese Interpretation wurde mit dem Lied Heaven and Hell von Black Sabbath verglichen.